# The Rugby Player
 (mars 2024).
Si vous disposez d'ouvrages ou d'articles de référence ou si vous connaissez des sites web de qualité traitant du thème abordé ici, merci de compléter l'article en donnant les références utiles à sa vérifiabilité et en les liant à la section « Notes et références ».
Pour plus de détails, voir Fiche technique et Distribution.
The Rugby Player (Le Joueur de rugby) est un film documentaire américain de Scott Gracheff qui a remporté une mention honorable au Philadelphia QFest de 2013.

## Synopsis
Ce film présente la vie de Mark Bingham, un des hommes qui ont pris d'assaut le cockpit de l'avion du vol United Airlines 93, le 11 septembre 2001, pour tenter d'éliminer les terroristes pirates de l'air. Ouvertement homosexuel, Mark Bingham était un homme d'affaires talentueux et un bon buveur. Le film s'attarde sur ses rapports avec sa mère, Alice Hoagland, ancienne hôtesse de l'air d'United Airlines.
Mark Bingham était aussi rugbyman. Il jouait à l'équipe de San Francisco Fog. Sa mère depuis sa mort s'est engagée pour les revendications des personnes LGBT.

## Fiche technique
- Titre : The Rugby Player
- Réalisation : Scott Gracheff
- Musique : Gary Kotlyar
- Photographie : Chris Million
- Montage : Manuel Tsingaris
- Production : Scott Gracheff et Holly Million
- Société de production : Mark Bingham Documentary
- Pays :  États-Unis
- Genre : Documentaire
- Durée : 90 minutes
- Dates de sortie : 
  -  États-Unis : 4 mai 2013 (Boston LGBT Film Festival)